# Fenómeno de la tostada con mantequilla

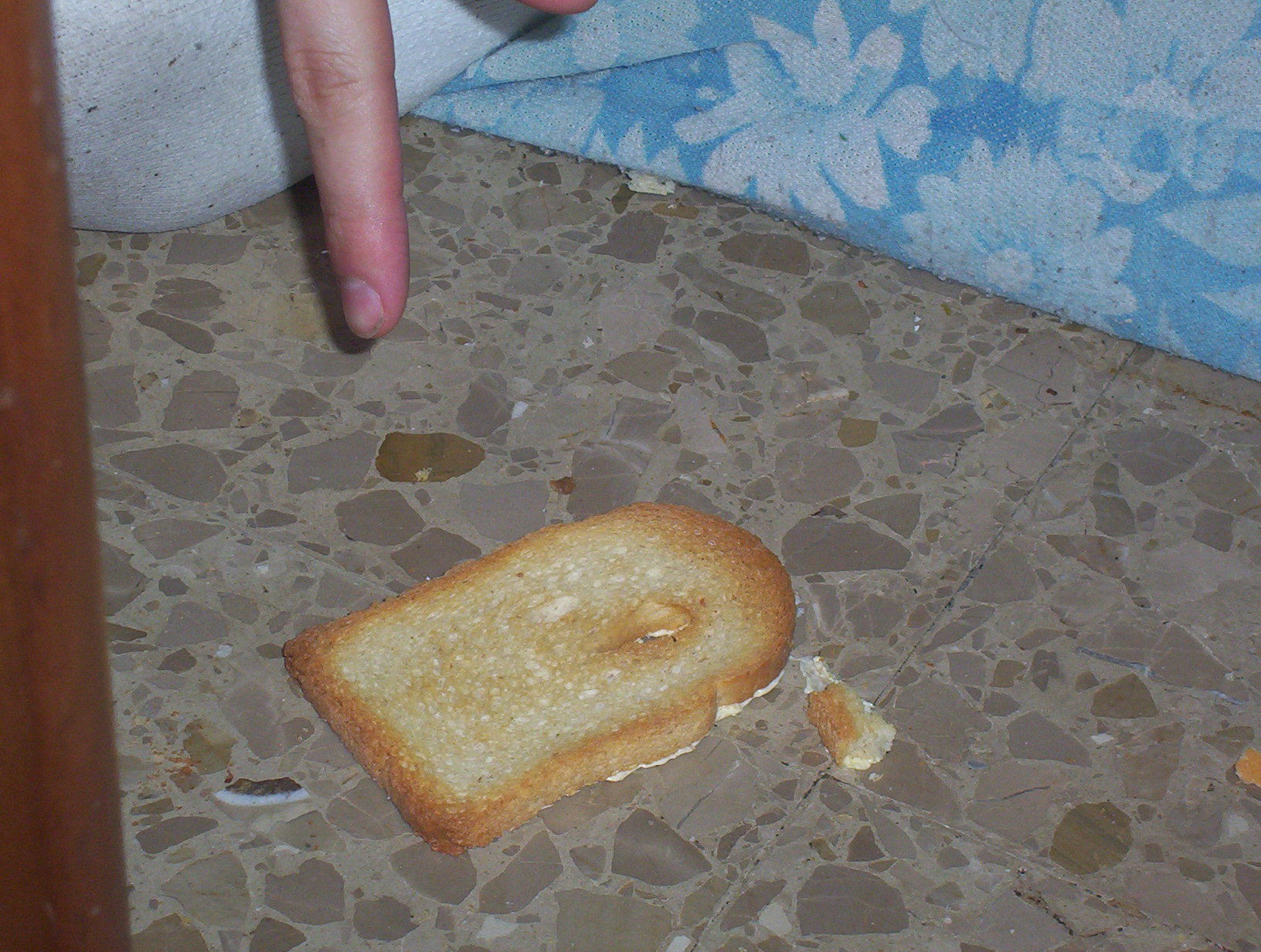
«La tostada siempre cae del lado de la mantequilla» se ha vuelto representativo del pensamiento pesimista.

El fenómeno de las tostadas con mantequilla (buttered toast phenomenon) es la tendencia que tienen las tostadas con mantequilla, que al caer al suelo lo tocan por la parte untada. Se utiliza como un modismo representativo de la perspectiva pesimista. Varias personas han intentado, mediante el método científico, determinar si esta tendencia es real o ficticia. Los resultados son bastante variables. Robert Matthews ganó el premio Ig Nobel de física en 1996 por su trabajo sobre este tema.

## Orígenes
Los primeros relatos escritos sobre el fenómeno de la tostada con mantequilla se remontan a mediados del siglo XIX. El fenómeno se atribuye a menudo a un poema paródico de James Payn, de 1884:
En el pasado, esto a menudo se consideraba solo una creencia pesimista. Un estudio de 1991 realizado por el programa de TV Q.E.D. (del canal BBC) descubrió que cuando se lanza una tostada al aire, cae con la mantequilla hacia abajo solo la mitad de las veces (como se podría predecir por casualidad). Sin embargo, varios estudios científicos han encontrado que cuando se deja caer una tostada de una mesa (en lugar de tirarla al aire), con mayor frecuencia cae con el lado de la mantequilla hacia abajo. Un estudio sobre este tema realizado por Robert Matthews ganó el Premio Ig Nobel de física en 1996.

## Explicación
Cuando una tostada se cae de la mano, lo hace en ángulo, por haberse deslizado de su posición anterior, luego la tostada gira. Dado que las mesas suelen medir entre 1 y 2 metros, hay suficiente tiempo para que la tostada voltee aproximadamente medio giro y, por lo tanto, caiga boca abajo en relación con su posición original. Dado que la posición original suele ser con la mantequilla hacia arriba, la tostada cae con la mantequilla hacia abajo. Sin embargo, si la mesa tiene más de 3 metros de altura, la tostada girará 360 grados y caerá con la mantequilla hacia arriba. Además, si la tostada viaja horizontalmente a más de 3,6 millas por hora (1,6 m/s), la tostada no girará lo suficiente como para aterrizar con la mantequilla hacia abajo. De hecho, el fenómeno es causado por constantes físicas fundamentales.

## Otros factores
El peso agregado de la mantequilla no tiene efecto en el proceso de caída, ya que la mantequilla se esparce por toda la rebanada. Una tostada tiene inercia cuando voltea hacia el piso, lo que impide que su giro se detenga fácilmente; por lo general, solo se detiene golpeando el suelo. Este momento de inercia está determinado por la velocidad a la que se voltea la tostada, combinada con el tamaño y la masa de la tostada. Debido a que la mayoría de las tostadas son relativamente uniformes, a menudo caen de manera similar.